# Lee Tomlin
Lee Marc Tomlin (ur. 12 stycznia 1989) – angielski piłkarz występujący na pozycji napastnika w Peterborough United.